# Венета Зюмбюлева
Венета Драганова Зюмбюлева е българска актриса. Известна е с дублажа на филми, сериали и реклами, както и като водеща на „Не се сърди човече“ през 80-те години.

## Биография
Родена е на 2 юни 1946 г.
През 1958 г. започва да учи актьорско майсторство в школата на Пионерския дворец, на която ходи заедно с бъдещия си колега Любомир Младенов.

През 1970 г. завършва ВИТИЗ „Кръстьо Сарафов“ с актьорско майсторство за драматичен театър в първия клас на професор Надежда Сейкова.
Актрисата се откроява с ролите си в следните театрални проекти – Рада в „Женски години“ от П. Стефанов, Н. Драгова, реж. Дим. Стоянов (Драм т-р Плевен), в Младежки театър: Силвия – „Двамата веронци“ Уилям Шекспир, реж. Л. Тодоров, Анжела в „Архангелите не играят флипер“ от Дарио Фо, реж. Андрей Аврамов, Дездемона в „Отело“ от У. Шекспир, реж. Любен Гройс (Драматичен театър Благоевград), Ана в „Звезди над утринното небе“ реж. Николай Люцканов, Кейт във „Всички мои синове“ от Артър Милър, реж. Николай Бинев в Младежкия театър и други.
Има две дъщери от брака си с актьора и мим Вельо Горанов, който завършва с развод.
По-голямата – Рада е омъжена за Илия Николов, първи секретар в посолството ни в Рим, а по-малката – Калина е журналист във в. „Капитал“. Има две внучки от Рада.
Венета Зюмбюлева умира на 75 години на 16 юли 2021 г. Поклонението се състои на 18 юли, неделя, в 14:30 ч. в храм „Преображение Господне“. На погребението присъстват Вера Среброва, Стефан Мавродиев, Любомир Младенов, Мая Бабурска, Вихър Стойчев, Симеон Владов, Светослав Добрев, Светозар Кокаланов, Христина Ибришимова, Ася Рачева, Радослав Рачев, Николай Николов, Михаела Минева, Милена Манчева, Васил Бинев, Андрей Аврамов, Татяна Захова, Петя Силянова, Елена Коларова и други.

## Театрални роли
- „Женски години“ от П. Стефанов – Рада
- „Двамата веронци“ от Уилям Шекспир – Силвия
- „Архангелите не играят флипер“ от Дарио Фо – Анжела
- „Отело“ от Уилям Шекспир – Дездемона
- „Звезди над утринното небе“ – Ана
- „Всички мои синове“ от Артър Милър – Кейт
- „8 жени“ от Франсоа Озон и Марина де Ван – Бабата

## Телевизионен театър
- „Хвърчилото“ (Рада Москова) (1988)
- „Последният посетител“ (1987) (Владлен Дозорцев)
- „Дом в покрайнините“ (Алексей Арбузов) (1978)

## Участия в телевизията
Тя е водеща на детски предавания, както и участник в множество детски сериали и радиопиеси. През 1989 г. поема ролята на водеща на телевизионната игра „Не се сърди човече“ от Вера Среброва.

## Звукороли и участия в звукозаписи
През социализма актрисата участва в множество магнетофонни записи, както и роли в драматизации.
- „Да послушаме и се посмеем“ (1987) (Учтехпром)
- "Родна реч" - озвучение към читанката за III клас на ЕСПУ (1985) (Учтехпром)

## Кариера на озвучаваща актриса
Зюмбюлева се занимава с озвучаване от края на 70-те години до 2017 г.
Най-известна е с работата си по озвучаването на редица сериали, измежду които американските сериали „Всички обичат Реймънд“ (дублаж на bTV), „Трева“, „Братя и сестри“, „Модерно семейство“ (от първи до пети сезон), „Д-р Зоуи Харт“, британските комедийни сериали „Ало, ало!“ и „Фолти Тауърс“, испанските комедийни сериали „Синьо лято“ (дублаж на Българската телевизия) и „Моите мили съседи“, пуерториканската теленовела „Три съдби“, гръцкия сериал „Блясък“, турските сериали „Дъждовно време“, „Опасни улици“ и „Клетва“, руските сериали „Бригада“ (дублаж на БНТ) и „Вангелия“, индийския сериал „Моята карма“, анимационните сериали „Инспектор Инч Хай“, „Смърфовете“ (първи дублаж на БНТ), „Моето малко пони“, „Шнорхелите“, „Железния човек“, „Най-добрият ми приятел е маймуна“, „Новото училище на царя“ (Изма и Чича) и много други.
През 2004 г. получава номинация за наградата „Икар“ в категория „най-добър дублаж“ (тогава наричана „Златен глас“) за дублажа на „Ало, ало!“ и „Отдаденост“, заедно с Мария Русалиева за цикъла „Шекспирови пиеси“, и Силвия Лулчева за „Сексът и градът“ и „Женени с деца“. Печели Силвия Лулчева.
През 2006 г. печели статуетката за озвучаването на сериалите „Отдаденост“ и „Всички обичат Реймънд“, като е номинирана заедно с Борис Чернев за „Клъцни/Срежи“ и „Изгубени“, и Васил Бинев за „Изгубени“ и „От местопрестъплението: Маями“ (на церемонията подзаглавието е сгрешено с „Лас Вегас“).
На 21 декември 2012 г. ѝ е връчена наградата „Дубларт“ за цялостен принос.
През 2017 г. взима решението да се оттегли от дублажа. Последните ѝ участия в сериали са в петия сезон на „Модерно семейство“, излъчен през 2016 г., и първия сезон на „Това сме ние“, излъчен от 2016 до 2017 г. През 2019 г. започва повторно излъчване на „Всички обичат Реймънд“ с нов дублаж, в който от самото начало е заместена от Даниела Йорданова.
| Артист        | Заглавия | Роли                                                       |
| ------------- | --- | ---------------------------------------------------------- |
| Деби Дерибери | Семейство Адамс (дублаж на Арс Диджитал Студио) Джими Неутрон: Филмът | Уенсдей Адамс Джими Неутрон                                |
| Дон Месик     | Шоуто на Хъкълбери Хрътката Пикси и Дикси и Г-н Джинкс | Принцеса в кула Пикси                                      |
| Дорис Робъртс | Театър на приказките Всички обичат Реймънд Госпожа Чудо Чудо в Манхатън | Мама Праска Мари Бароун Госпожа Чудо                       |
| Джули Андрюс  | Дневниците на принцесата (дублаж на bTV) Дневниците на принцесата 2: Кралски бъркотии (дублаж на bTV) | Кралица Кларис Реналди                                     |
| Джули Уолтърс | Хари Потър и Философският камък (дублаж на bTV) Хари Потър и Стаята на тайните (дублаж на bTV) Хари Потър и Затворникът от Азкабан (дублаж на bTV) Хари Потър и Орденът на феникса Хари Потър и Нечистокръвния принц Лейди Стъбс                  | Моли Уизли Мари Стъбс                                      |
| Ема Уотсън    | Хари Потър и Философският камък (дублаж на bTV) Хари Потър и Стаята на тайните (дублаж на bTV) Хари Потър и Затворникът от Азкабан (дублаж на bTV) Хари Потър и Орденът на феникса                                                                | Хърмаяни Грейнджър                                         |
| Кати Наджими  | Монахини в действие (дублаж на Арс Диджитал Студио) Монахини в действие 2: Отново в играта (дублаж на Арс Диджитал Студио) Луда надпревара Фокус-мокус Търсачи на духове                                                                          | Сестра Мери Патрик Бевърли „Бев“ Пиър Мери Сандерсън Марая |
| Катрин О'Хара | Сам вкъщи (дублаж на Арс Диджитал Студио) Сам вкъщи 2: Изгубен в Ню Йорк (дублаж на Арс Диджитал Студио) | Кейт Маккалистър                                           |
| Маги Смит     | Хук (дублаж на Брайт Айдиас) Хари Потър и Философският камък (дублаж на bTV) Хари Потър и Стаята на тайните (дублаж на bTV) Хари Потър и Затворникът от Азкабан (дублаж на bTV) Хари Потър и Орденът на феникса Хари Потър и Нечистокръвния принц | Уенди Дарлинг Минерва Макгонъгол                           |
| Сали Фийлд    | Братя и сестри Линкълн | Нора Уокър Мери Тод Линкълн                                |
| Шанън Туийд   | Нощни очи 2 Нощни очи 3 | Мерилин Мехенес Зоуи Клеърмонт                             |

## Филмография
- „Клиника на третия етаж“ (1999) – Мария Филипова
- „След края на света“ (1998) – озвучава на български репликите на актрисата Катерина Дидаскало
- „Хвърчилото“ (1988), 2 серии
- „Толкова очаквани приятелства“ (тв, 1984, сц. Александър Карасимеонов, реж. Жарко Павлович) - Вера
- „Бяла магия“ (1982)
- „Селцето“ (1978), 2 серии – Софка
- „Селцето“ (1978), 5 серии – Софка
- „Сбогом любов“ (3-сер. тв, 1974 – 1976)
- „Минчовци“ (1975) - дамата от бара